# Tom Tjaarda
Tom Tjaarda (rodným jménem Stevens Thompson Tjaarda van Starkenburg; 23. července 1934 Detroit, Michigan, USA  – 2. června 2017 Turín, Itálie) byl americký automobilový designér (otec pocházel z Nizozemska), který ale většinu života prožil v Turíně a téměř celou kariéru tak navrhoval především italské automobily, i když pracoval např. také pro Ford, Chrysler nebo Saab. Proslavil se prací na mimořádně široké škále automobilů, jejich počet se odhaduje na více než osmdesát. Za svou práci získal řadu ocenění. 
Spektrum jeho návrhů zahrnuje jak luxusní automobily a (super) sportovní vozy (např. Ferrari 365 California, De Tomaso Pantera či Aston Martin Lagonda Coupé), tak masově vyráběná auta jako Fiat 124 Sport Spider (1966), první generaci vozů Ford Fiesta (1976) nebo vybrané verze Saab 900 (v roce 1992).

## Ocenění a hodnocení
Za svou práci získal četná ocenění. Mezi nejvýznamnější patří speciální vyznamenání v roce 1997 na Pebble Beach Concours d'Elegance (každoroční automobilová akce pořádaná na golfovém hřišti Pebble Beach Golf Links v kalifornském Pebble Beach, která je považována za nejprestižnější přehlídku automobilů na světě) nebo na přehlídce italských vozů Concorso Italiano v Monterey (Kalifornie) ve stejném roce.
Odborný časopis Jalopnik označil Tjaardu za „jednoho z určujících automobilových designérů 20. století“. Známý automobilový designér a novinář Robert Cumberford nazval Tjaardu „jedním z nejúspěšnějších italských automobilových designérů na světě“. Časopis Car Design News uvedl, že je „jedním z velkých neopěvovaných hrdinů světa automobilového designu“.

## Rodina a studia
Tom Tjaarda se narodil v Detroitu a byl synem Irene Tjaardové a Johna Tjaardy. Jeho otec John Tjaarda se narodil jako  Joop Tjaarda van Starkenburg v Arnhemu, Nizozemsko, ale ve 26 letech emigroval do USA a celý život pracoval převážně pro americké automobilky rovněž jako automobilový designér, i když navrhoval mimo jiné také design řady domácích spotřebičů. Jeho nejznámějším designem je i komerčně velmi úspěšný vůz Lincoln-Zephyr z roku 1935, dále je možné zmínit např. Graham Hollywood, kdy John Tjaarda upravil starší design vozu Cord 810/812 (původní karoserii navrhl Gordon Buehrig).
Tjaardovi rodiče se rozvedli v roce 1939, Tom Tjaarda žil s matkou v Detroitu a nejprve vystudoval střední školu na Birmingham High School v Birminghamu ve státě Michigan (v roce 1953 se škola přejmenována na Seaholm High School). Poté Tom Tjaarda studoval architekturu na University of Michigan ve městě Ann Arbor. Jako téma své diplomové práce si místo obvyklého návrhu nějaké budovy zvolil design automobilu (sportovní kombi).
Jeho diplomová práce byla výborně hodnocená a na základě toho získal stáž v proslulém italském designérském studiu a karosárně Ghia. Proto v roce 1958 odcestoval do Turína v Itálii. Nakonec zde zůstal celý život a postupně pracoval pro několik italských designerských studií a automobilek, příležitostně i pro jiné automobilky (např. Ford, Chrysler nebo Saab). 

## Kariéra vItálii

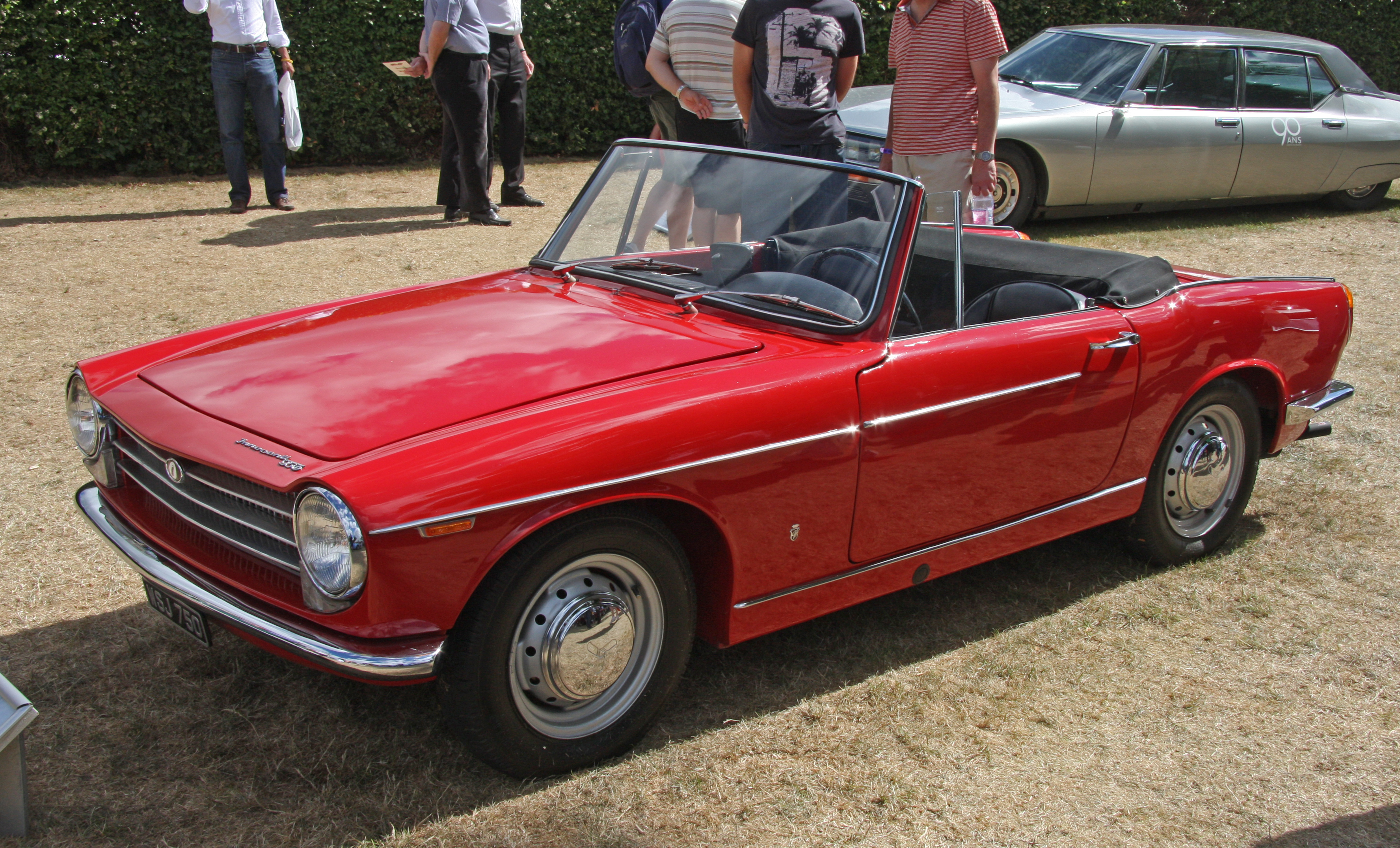
Innocenti 950 Spider byl jeho prvním realizovaným designem. Výroba od roku 1961, na obrázku model Innocenti 950 S z roku 1962 a se silnějším motorem.

Ve známém designérském studiu Carrozzeria Ghia pracoval od roku 1958 nejprve jako stážista, ale pokračoval zde i po skončení stáže. Jeho prvním realizovaným designem se stal vůz Innocenti 950 Spider, součást modelové řady Austin-Healey Sprite britské automobilky Austin-Healey, která se specializovala na malosériovou výrobu sportovních vozů. Zcela novou karosérii Spider navrhl Tom Tjaarda tak, aby bylo využít původní podvozek Austin-Healey Sprite.
Předvýrobní verze karosérie byla poprvé představena na Turínském autosalonu v roce 1960, do výroby se vůz dostal počátkem roku 1961. Původní verze Innocenti 950 Spider převzala motor ze základního modelu o objemu 948 cm³ a výkonu 43 koní (32 kW), této verze bylo vyrobeno 624 kusů. Ale ještě v roce 1961 byl dokončen upravený motor o výkonu 46,5 koní (35 kW). V únoru 1963 byl představen model s motorem o větším objemu 1098 cm³ a výkonu 58 koní (43 kW). S ohledem na vyšší výkon měl nově také přední kotoučové brzdy. Design byl také upraven a vůz mohl být rovněž vybaven odnímatelnou střechou. Spiderů s motorem o výkonu 46,5 koní bylo vyrobeno 4790 kusů a Spiderů s motorem 1100 cm³ (Innocenti 1100 Spider nebo též Innocenti 1100 Ghia Coupé) bylo vyrobeno 2074 kusů.
V roce 1961 přešel do dalšího význačného designového studia Pininfarina, kde pracoval na mnoha návrzích. Některé byly jen studie, ale většina jeho designů se dostala do výroby. Mezi něž patřily mimo jiné Chevrolet Corvette Rondine z roku 1963 (navrhl verzi Coupé), Ferrari 330 GT 2+2 z roku 1964, Fiat 124 Sport Spider z roku 1965 (vyráběl se od roku 1966 až do roku 1985 a bylo vyrobeno skoro 200 tisíc kusů) nebo Ferrari 365 California z roku 1966.
Ke konci 60. let se vrátil ke společnosti Carrozzeria Ghia, kde opět navrhl řadu významných designů. Nikdy nerealizovaný koncept Isuzu Bellett MX1600 GT byl poprvé prezentován na autosalón Tokyo Motor Show v roce 1969. Většina jeho designů se ale i zde dočkala výroby, zmínit můžeme mimo jiné De Tomaso Deauville: luxusní čtyřdveřový sedan z roku 1970, De Tomaso Pantera: sportovní vůz s motorem uprostřed navržený ve stejném roce (vyráběny od roku 1971) nebo De Tomaso Longchamp z roku 1972 (vyráběný až do roku 1989). Z automobilů navržených pro jiné než italské automobilky musíme zmínit především design první generace masově vyráběného Fordu Fiesta.
Ve společnosti Carrozzeria Ghia zůstal od konce 60. let až do roku 1981, kdy byl jmenován ředitelem Fiat Advanced Studios. V roce 1984 si založil vlastní nezávislou designérskou firmu Dimensione Design. Z návrhů z pozdější doby můžeme zmínit např. malý osobní automobil Autobianchi/Lancia Y10 z roku 1985, luxusní Aston Martin Lagonda Coupé z roku 1989 a verzi Saab 900 z roku 1992.

## Designové portfolio
- 1959: Ghia Selene I

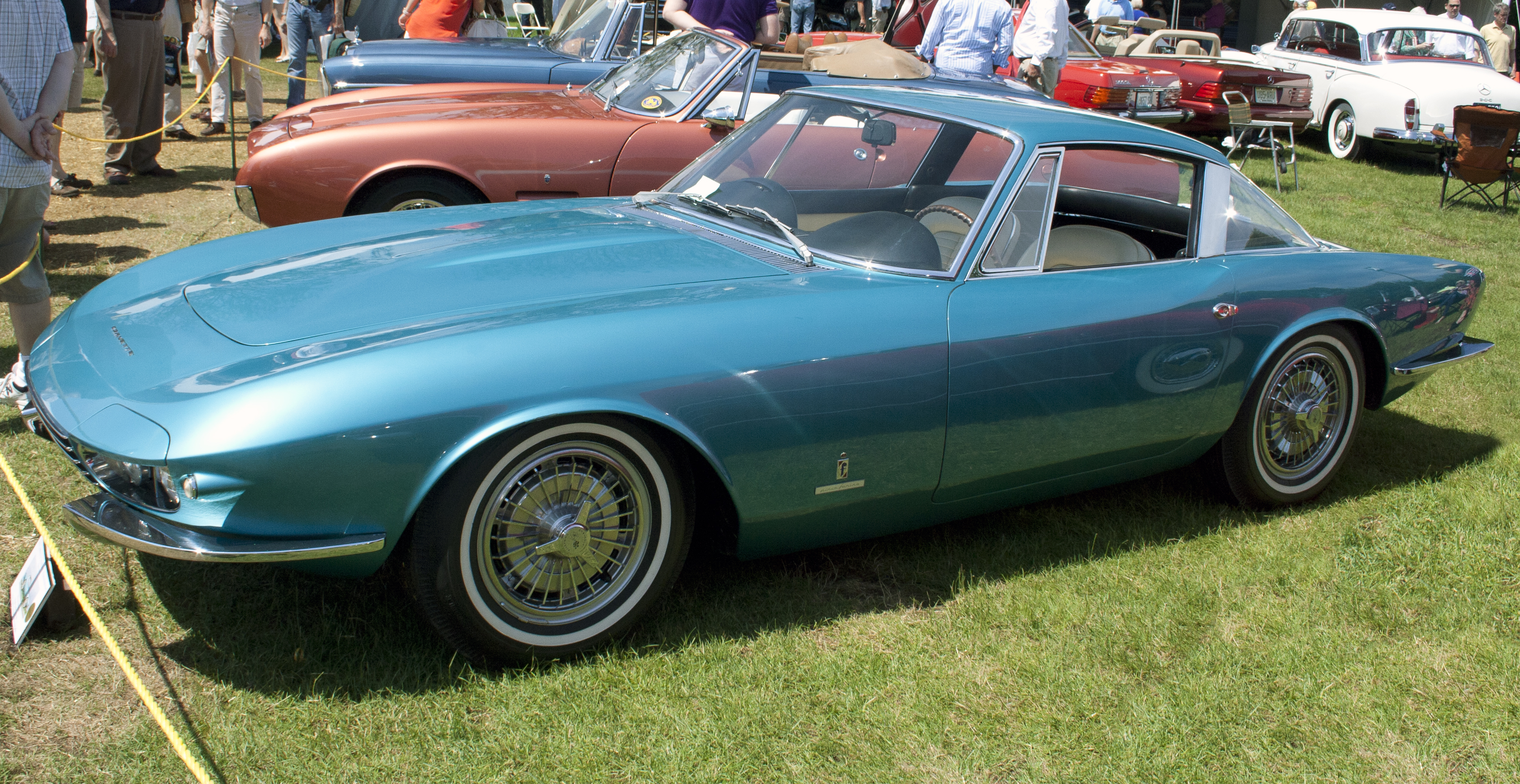
1963 Corvette Rondine

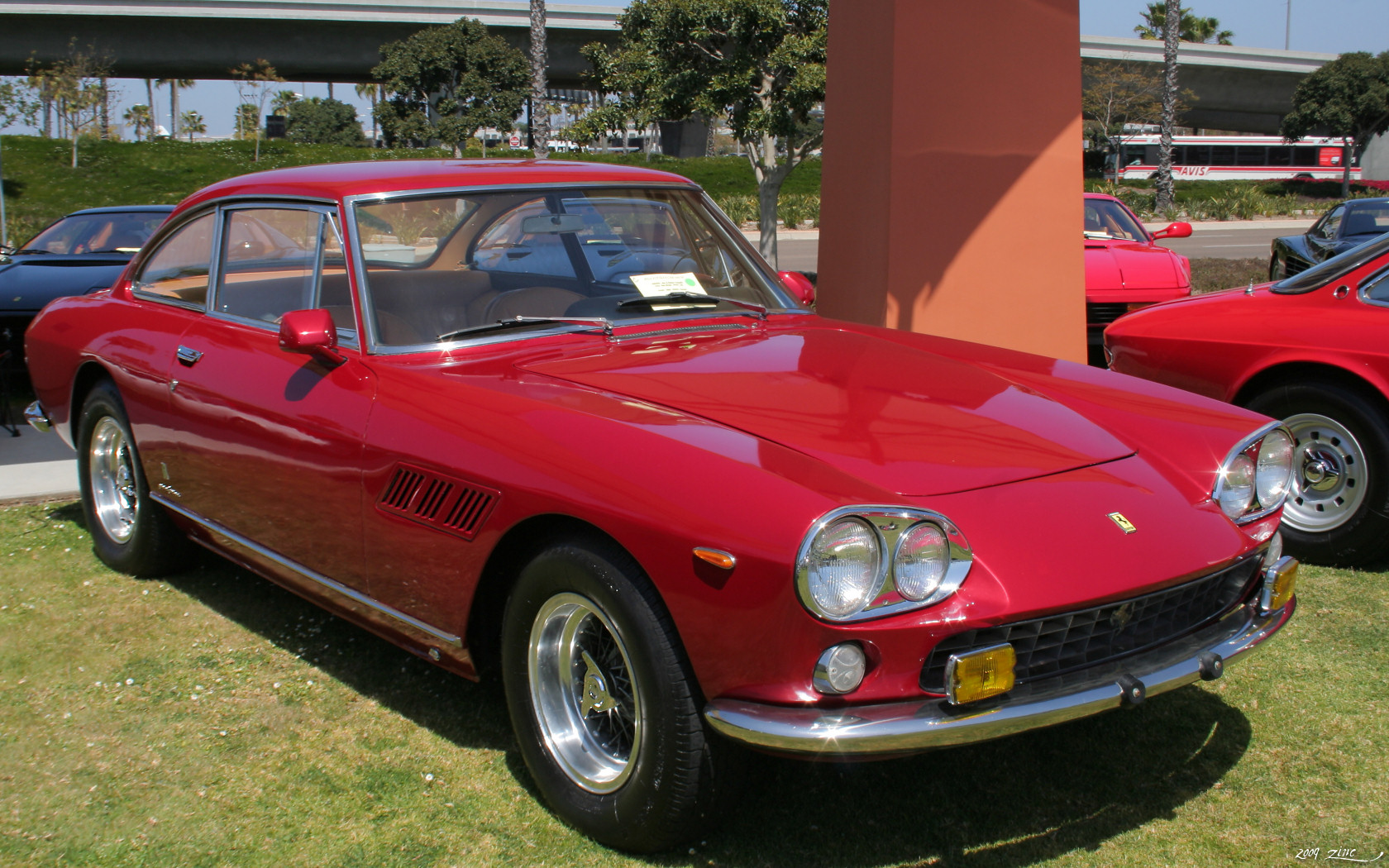
Ferrari 330 GT 2+2 (1965)

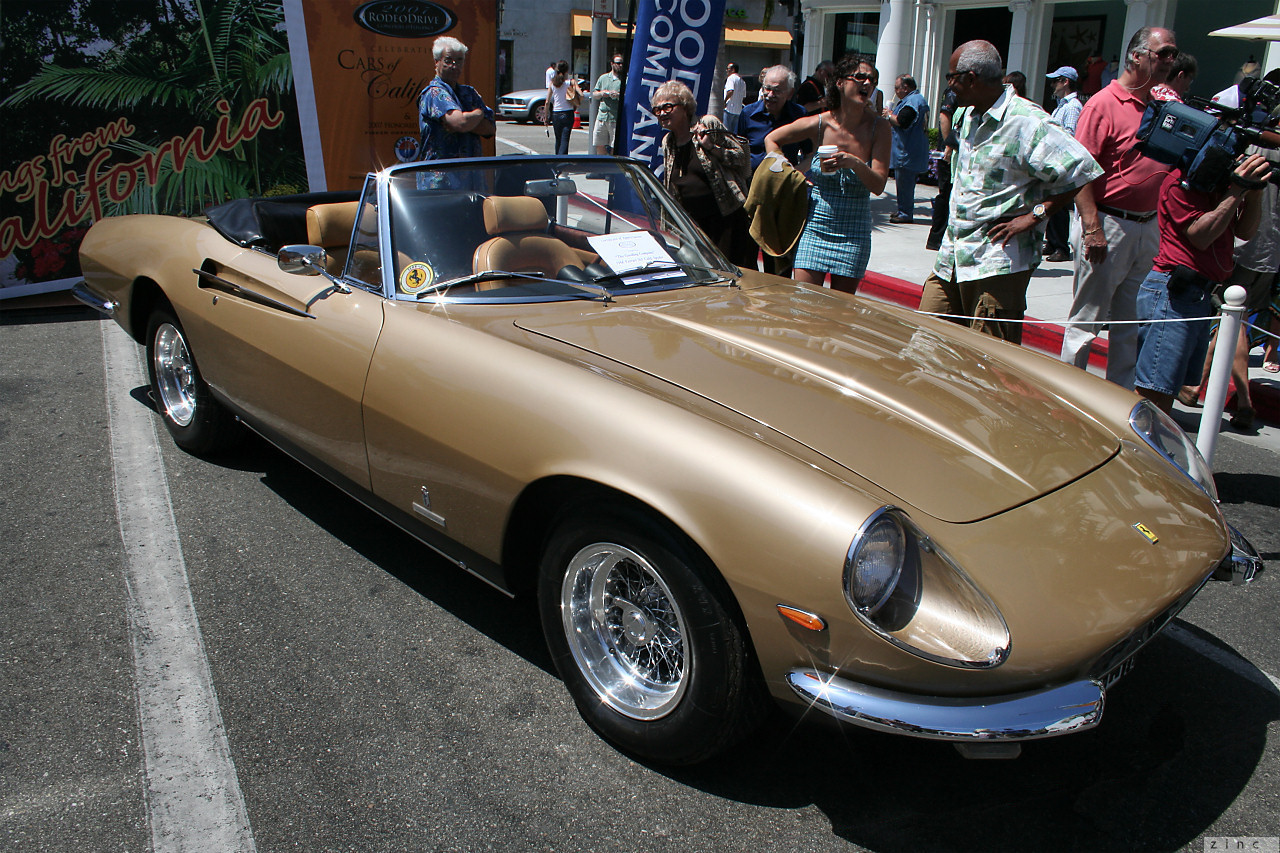
Ferrari 365 California Spyder (1966)

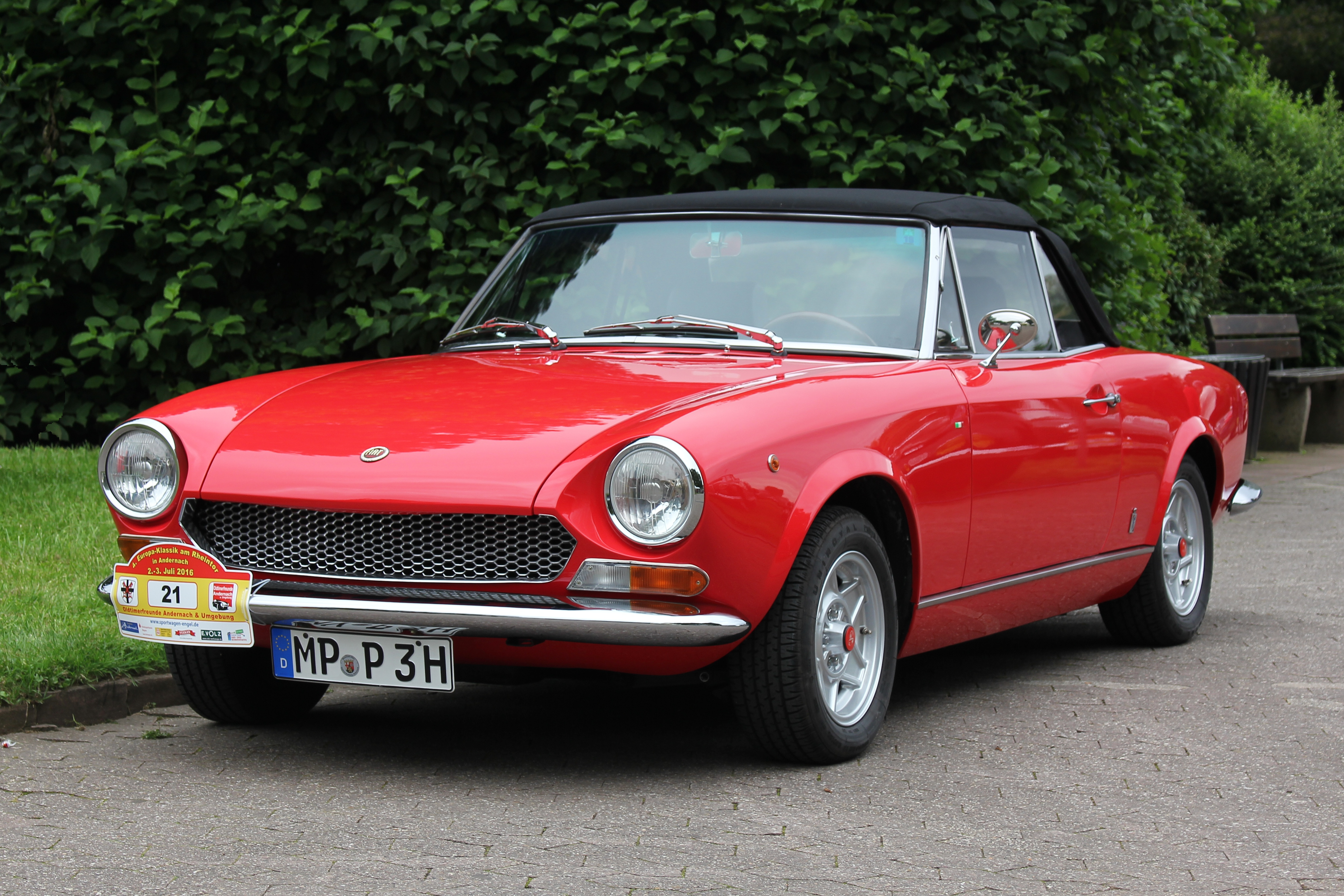
Fiat 124 Spider, 1.4 L, 1970

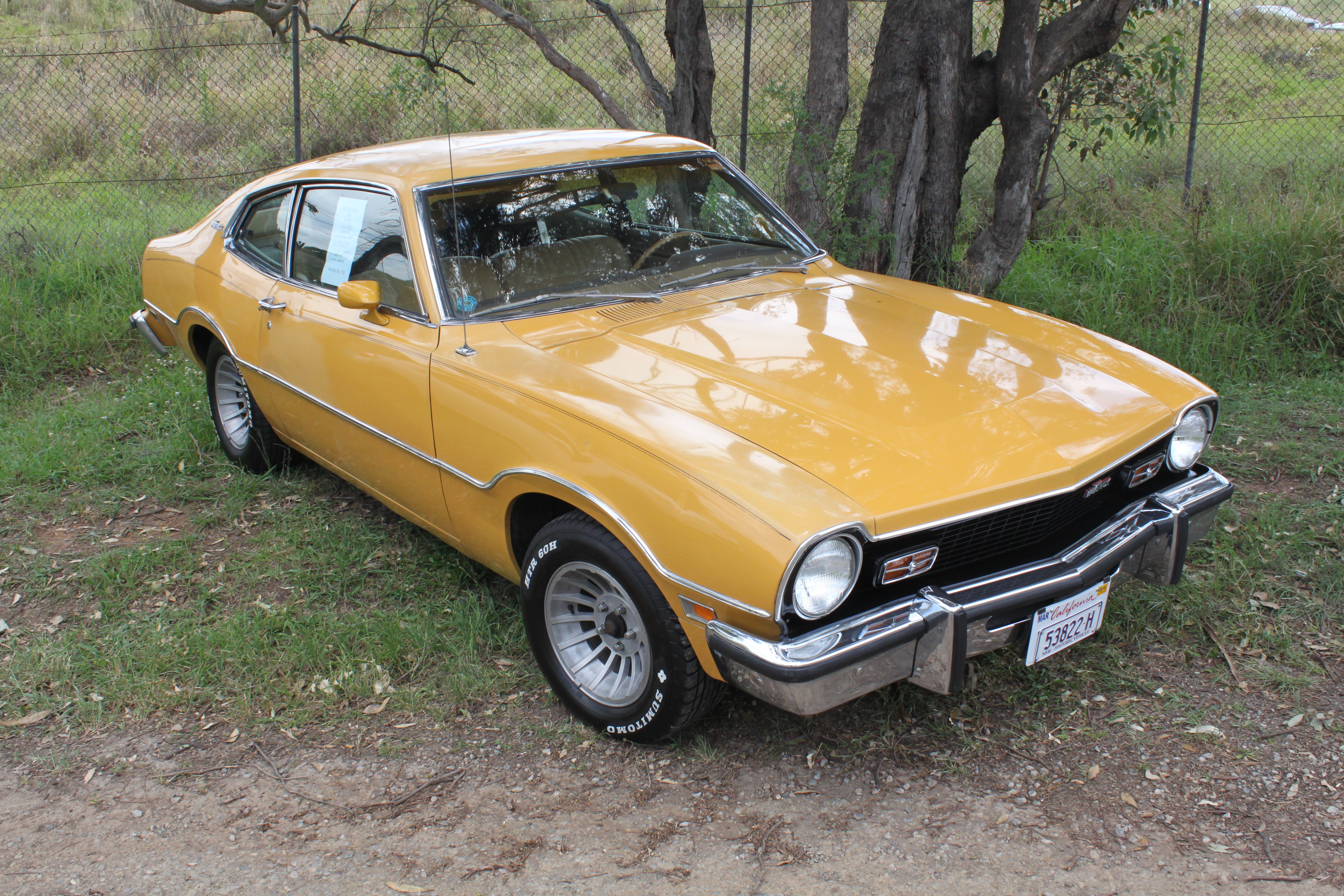
1974 Ford Maverick

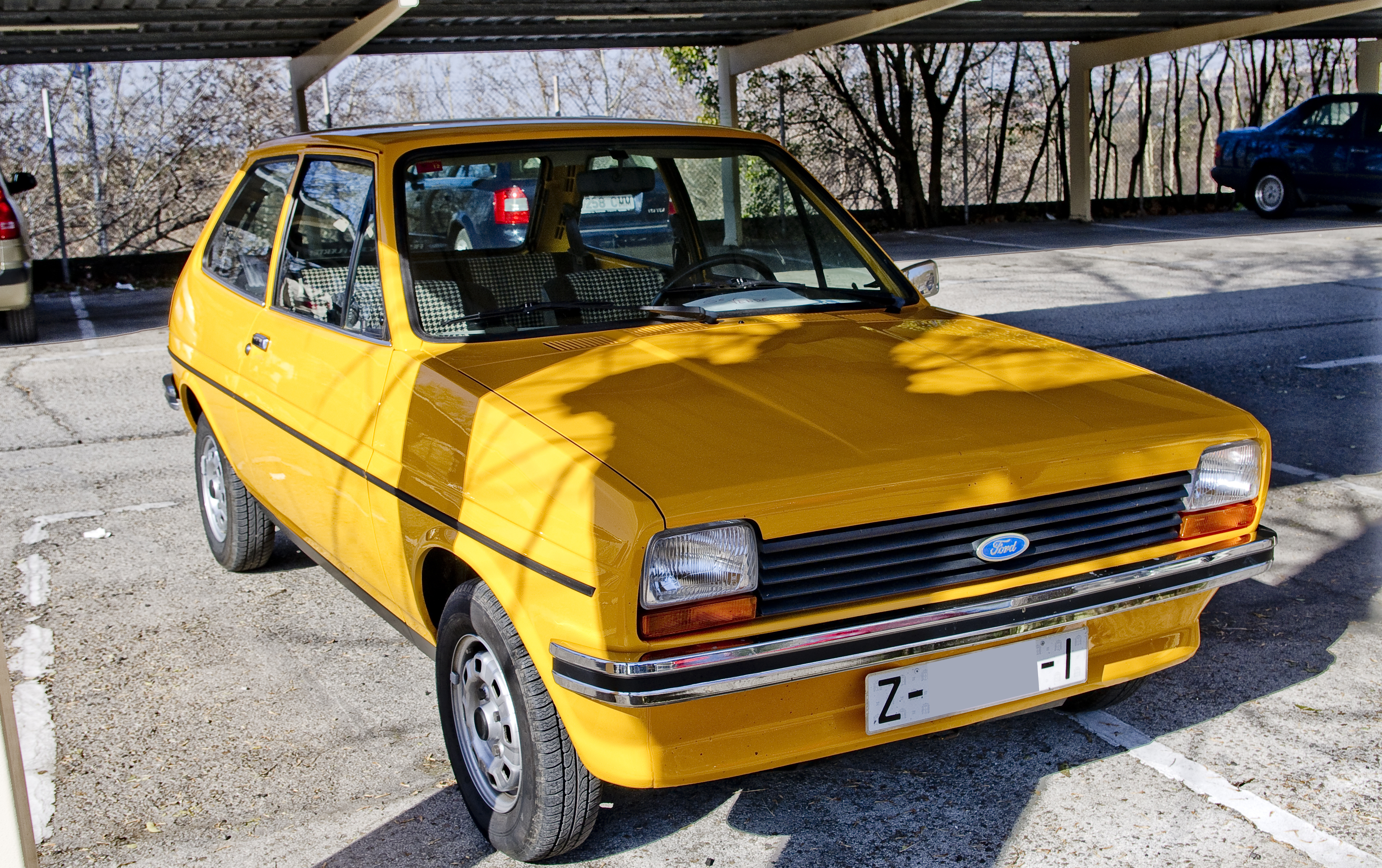
1978 Ford Fiesta L MKI

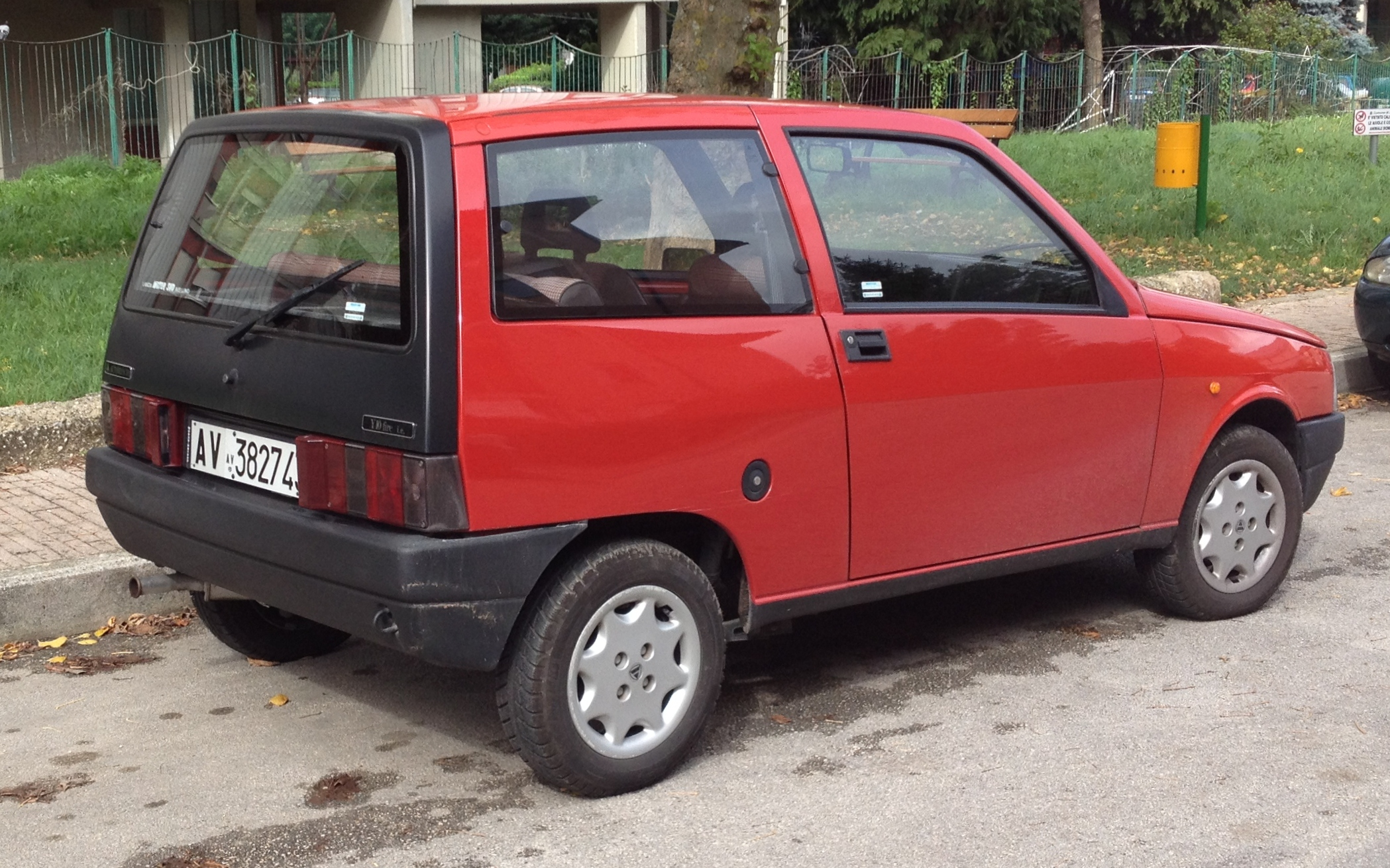
Autobianchi/Lancia Y10

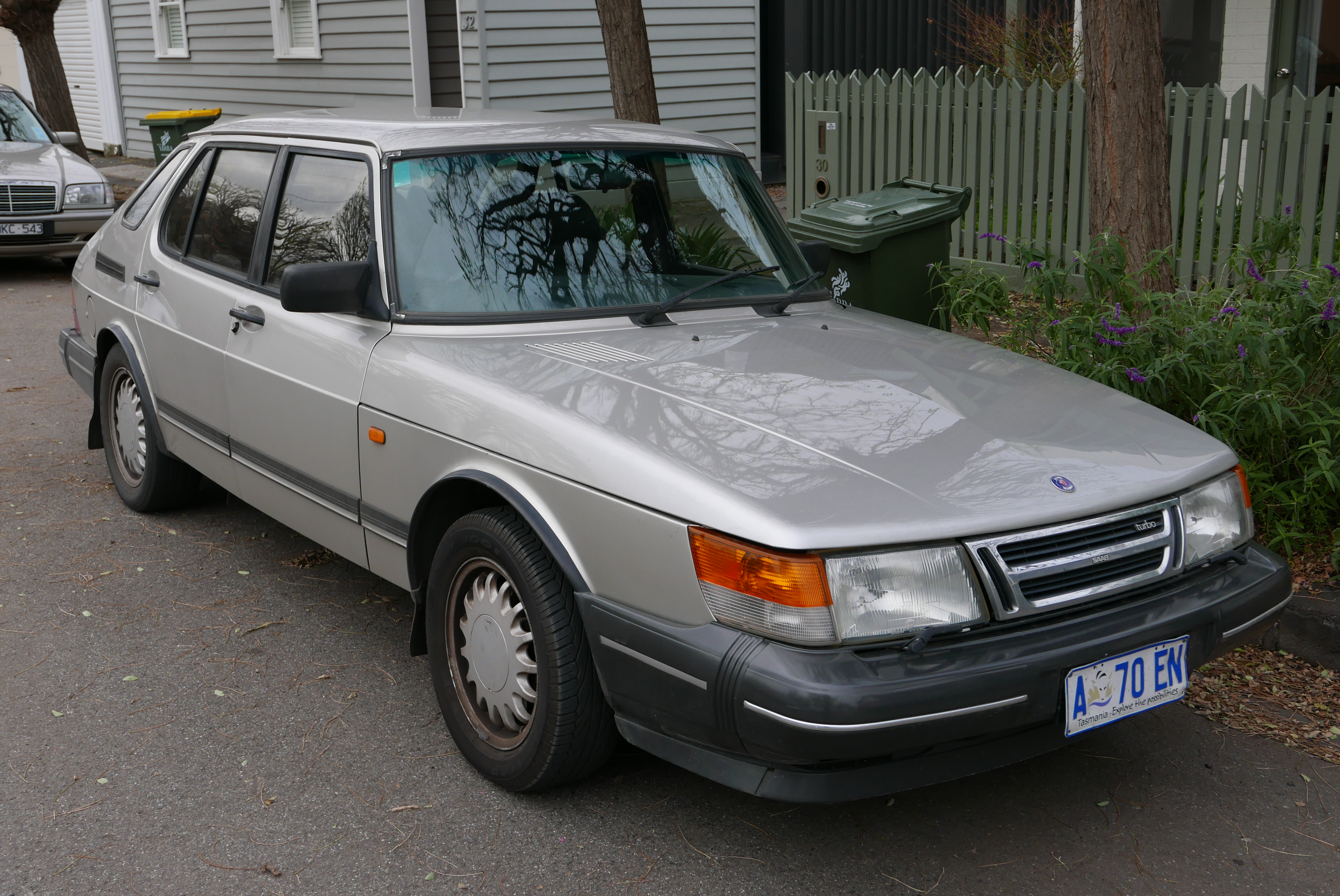
1993 Saab 900 Turbo 5-door hatchback

- 1960: Innocenti 950 Spider: první realizovaný design, výroba od roku 1961
- 1960: (Innocenti) Ghia IXG Dragster
- 1960: Renault Dauphine Ghia Coupé
- 1960: VW Karmann Ghia 1500 (type 34) Coupé (pouze zadní část; hlavní designér Sergio Sartorelli)
- 1961: Ferbedo Automobilina pedal car (Ghia)
- 1961: Ghia Cart
- 1961: Innocenti 1100 Ghia Coupé: upravený design se silnějším motorem většího objemu
- 1962: Chevrolet Corvair Pininfarina Coupé (I)
- 1963: Chevrolet Corvette Rondine Pininfarina Coupé (I)
- 1963: Fiat 2300 Pininfarina
- 1963: Lancia Flaminia 2.8 Pininfarina Coupé Speciale
- 1964: Chevrolet Corvette Rondine Pininfarina Coupé (II)
- 1964: Ferrari 330 GT 2+2 Pininfarina series 1
- 1964: Mercedes 230 SL Pininfarina Coupé
- 1965: Fiat 124 Sport Spider Pininfarina:[5] výroba 1966–1985
- 1966: Ferrari 365 California
- 1968: Ghia Centurion (společně s Giorgetto Giugiaro a Rowan Industries)
- 1968: Serenissima Coupé (Ghia)
- 1969: De Tomaso Mustela (I) (Ghia)
- 1969: Isuzu Bellett MX1600 GT (Ghia)
- 1969: Lancia Flaminia Marica (Ghia)
- 1969: Lancia Fulvia 1600 HF Competizione (Ghia): s velkým úspěchem vystavena na Ženevském autosalónu[15][16]
- 1970: De Tomaso Deauville (Ghia): luxusní čtyřdveřový sedan vyráběný 1971–1985
- 1970: De Tomaso Pantera Ghia
- 1970: Sinthesis 2000 Berlinetta
- 1970: Williams De Tomaso-Ford (Cosworth) 505/38 (De Tomaso Formula 1)
- 1971: All-Cars AutoZodiaco Damaca
- 1971: De Tomaso 1600 (Ghia) Spider
- 1971: De Tomaso Zonda (Ghia)
- 1971: Isuzu Bellett SportsWagon (Ghia)
- 1972: De Tomaso Longchamp: sportovní vůz vyráběný 1972–1989
- 1972: Ford Fiesta (Ghia, Project „Wolf“): na základě tohoto designu se vyráběla první generace Fordu Fiesta (1976–1983), milióntý kus byl vyroben v roce 1979[6]
- 1973: De Tomaso Pantera 7X (Montella, Ghia)
- 1973: Ford Mustela (II) (Ghia)
- 1974: Ford Ghia Coins
- 1974: Ford Maverick (verze pro Ameriku)
- 1979: Fiat Brazil
- 1979: Ford Mustang II Proposals (Ghia): navrženo více variant
- 1979: Zastava: facelift starších modelů, založených na licenční výrobě Fiat
- 1980: De Tomaso Longchamp: verze Cabrio
- 1981: SEAT Ronda: upravený design vycházející z licence na Fiat Ritmo
- 1981: SEAT Guappa Coupé
- 1982: Chrysler LeBaron
- 1982: Chrysler Imperial
- 1983: Rayton-Fissore Taxi Torino
- 1985: Autobianchi Y10/Lancia Y10: malý osobní automobil vyráběný 1985–1996
- 1985: Chrysler Jeep (návrh interiéru)
- 1985: Rayton-Fissore Magnum 4x4: luxusní offroad
- 1989: Aston Martin Lagonda Coupé
- 1988: PPG Industries 4x4 (USA)
- 1989: Laforza Magnum 4x4
- 1989: Zastava: nákladní vozy
- 1991: Bitter Tasco
- 1992: Saab 900: poslední facelift první generace (verze čtyřdvéřový sedan)
- 1992: Suzuki Coupé
- 1993: Fiat Iveco Truck (návrh interiéru)
- 1995: Lamborghini Diablo: návrh interiéru tohoto supersportu
- 1998: Isotta Fraschini T8 Coupé
- 1998: Isotta Fraschini T12 Coupé
- 2000: Qvale Mangusta (II): sportovní vůz
- 2001: Laforza PSV (II): pouze výrobní inženýrství
- 2002: Spyker GT Sport
- 2003: Fiat Barchetta: facelift
- 2006: Shelby Series 2: roadster
- 2007: Tjaarda Mustang